# Norweskie odznaczenia
| Baretka                                                 | Nazwa polska                                                                         | Nazwa norweska                                                           |                                                 |
| Norweskie odznaczenia w kolejności starszeństwa         | Norweskie odznaczenia w kolejności starszeństwa                                      | Norweskie odznaczenia w kolejności starszeństwa                          | Norweskie odznaczenia w kolejności starszeństwa |
| ------------------------------------------------------- | ------------------------------------------------------------------------------------ | ------------------------------------------------------------------------ | ----------------------------------------------- |
|                                                         | Order Lwa Norweskiego                                                                | Den Norske Løve Orden                                                    |                                                 |
|                                                         | Krzyż Wojenny z 3. mieczami                                                          | Krigskorset med 3 sverd                                                  |                                                 |
|                                                         | Krzyż Wojenny z 2. mieczami                                                          | Krigskorset med 2 sverd                                                  |                                                 |
|                                                         | Krzyż Wojenny z mieczem                                                              | Krigskorset med sverd                                                    |                                                 |
|                                                         | Medal Czynu Obywatelskiego                                                           | Medaljen for Borgerdåd                                                   |                                                 |
|                                                         | Order Świętego Olafa – Krzyż Wielki                                                  | Sankt Olavs Orden – Storkors                                             |                                                 |
|                                                         | Order Świętego Olafa – Komandor z Gwiazdą                                            | Sankt Olavs Orden – Kommandør med stjerne                                |                                                 |
|                                                         | Order Świętego Olafa – Komandor                                                      | Sankt Olavs Orden – Kommandør                                            |                                                 |
|                                                         | Order Świętego Olafa – Kawaler I klasy                                               | Sankt Olavs Orden – Ridder av 1. klasse                                  |                                                 |
|                                                         | Order Świętego Olafa – Kawaler                                                       | Sankt Olavs Orden – Ridder                                               |                                                 |
|                                                         | Order Zasługi – Krzyż Wielki                                                         | Fortjenstorden – Storkors                                                |                                                 |
|                                                         | Order Zasługi – Komandor z Gwiazdą                                                   | Fortjenstorden – Kommandør med stjerne                                   |                                                 |
|                                                         | Order Zasługi – Komandor                                                             | Fortjenstorden – Kommandør                                               |                                                 |
|                                                         | Order Zasługi – Kawaler I Klasy                                                      | Fortjenstorden – Ridder av 1. klasse                                     |                                                 |
|                                                         | Order Zasługi – Kawaler                                                              | Fortjenstorden – Ridder                                                  |                                                 |
|                                                         | Krzyż Wolności Haakona VII                                                           | Haakon VIIs Frihetskors                                                  |                                                 |
|                                                         | Medal Świętego Olafa z gałązką dębową                                                | St. Olavsmedaljen med ekegren                                            |                                                 |
|                                                         | Złoty Medal za Czyn Szlachetny                                                       | Medaljen for Edel Dåd i Gull                                             |                                                 |
|                                                         | Złoty Medal Królewski Zasługi                                                        | Kongens fortjenstmedalje i Gull                                          |                                                 |
|                                                         | Medal Świętego Olafa                                                                 | St. Olavsmedaljen                                                        |                                                 |
|                                                         | Medal Wojenny z 3. gwiazdkami                                                        | Krigsmedaljen med 3 stjerner                                             |                                                 |
|                                                         | Medal Wojenny z 2. gwiazdkami                                                        | Krigsmedaljen med 2 stjerner                                             |                                                 |
|                                                         | Medal Wojenny z 1. gwiazdką                                                          | Krigsmedaljen med 1 stjerne                                              |                                                 |
|                                                         | Medal Wojenny                                                                        | Krigsmedaljen                                                            |                                                 |
|                                                         | Medal Sił Zbrojnych za Czyn Szlachetny z gałązką laurową                             | Forsvarets medalje for Edel Dåd med laurbærgren                          |                                                 |
|                                                         | Medal Sił Zbrojnych za Czyn Szlachetny                                               | Forsvarets medalje for Edel Dåd                                          |                                                 |
|                                                         | Medal Wolności Haakona VII                                                           | Haakon VIIs Frihetsmedalje                                               |                                                 |
|                                                         | Srebrny Medal za Czyn Szlachetny                                                     | Medaljen for Edel Dåd i Sølv                                             |                                                 |
|                                                         | Medal za Ratunek na Morzu                                                            | Medaljen for Redningsdåd til sjøs                                        |                                                 |
|                                                         | Medal Nansen za Wybitne Badania                                                      | Nansenmedaljen for fremragende forskning                                 |                                                 |
|                                                         | Krzyż Honorowy Policji                                                               | Politiets Hederskors                                                     |                                                 |
|                                                         | Krzyż Honorowy Obrony Cywilnej                                                       | Sivilforsvarets Hederskors                                               |                                                 |
|                                                         | Krzyż Honorowy Sił Zbrojnych                                                         | Forsvarets Hederskors                                                    |                                                 |
|                                                         | Medal Sił Zbrojnych z Gałązką Laurową                                                | Forsvarsmedaljen med Laurbærgren                                         |                                                 |
|                                                         | Medal Policji z Gałązką Laurową                                                      | Politimedaljen med Laurbærgren                                           |                                                 |
|                                                         | Medal Obrony Cywilnej z Gałązką Laurową                                              | Sivilforsvarsmedaljen med Laurbærgren                                    |                                                 |
|                                                         | Medal Królewski Zasługi                                                              | Kongens fortjenstmedalje                                                 |                                                 |
|                                                         | Medal Obrony 1940–1945 z rozetką                                                     | Deltakarmedaljen 9. april 1940 – 8. mai 1945 med rosett                  |                                                 |
|                                                         | Medal Obrony 1940–1945                                                               | Deltakarmedaljen 9. april 1940 – 8. mai 1945                             |                                                 |
|                                                         | Medal Zasługi Gwardii Ochotniczej                                                    | Heimevernets fortjenstmedalje                                            |                                                 |
|                                                         | Medal Zasługi Sił Lądowych                                                           | Hærens fortjenstmedalje                                                  |                                                 |
|                                                         | Medal Zasługi Sił Morskich                                                           | Sjøforsvarets fortjenstmedalje                                           |                                                 |
|                                                         | Medal Zasługi Sił Powietrznych                                                       | Luftforsvarets fortjenstmedalje                                          |                                                 |
|                                                         | Medal Zasługi Służb Wywiadowczych                                                    | Etterretningstjenestens fortjenstmedalje                                 |                                                 |
|                                                         | Medal Norweski Korei                                                                 | Den Norske Koreamedaljen                                                 |                                                 |
|                                                         | Medal Maudheim                                                                       | Maudheimmedaljen                                                         |                                                 |
|                                                         | Medal Antarktydy                                                                     | Antarktismedaljen                                                        |                                                 |
|                                                         | Złoty Medal Pamiątkowy JKM                                                           | H.M. Kongens erindringsmedalje i Gull                                    |                                                 |
|                                                         | Medal 100-lecia Domu Królewskiego                                                    | Kongehusets 100-årsmedalje                                               |                                                 |
|                                                         | Medal Pamiątkowy Haakona VII 1 października 1957                                     | Haakon VIIs Minnemedalje 1. oktober 1957                                 |                                                 |
|                                                         | Medal Jubileuszowy Haakona VII 1905-1930                                             | Haakon VIIs Jubileumsmedalje 1905-1930                                   |                                                 |
|                                                         | Medal Jubileuszowy Haakona VII 1905-1955                                             | Haakon VIIs Jubileumsmedalje 1905-1955                                   |                                                 |
|                                                         | Medal 70-lecia Haakona VII                                                           | Haakon VIIs 70 års Medalje                                               |                                                 |
|                                                         | Medal 100-lecia Haakona VII                                                          | Haakon VIIs 100 års Medalje                                              |                                                 |
|                                                         | Medal Pamiątkowy Olafa V 30 stycznia 1991                                            | Olav Vs Minnemedalje 30. januar 1991                                     |                                                 |
|                                                         | Medal Jubileuszowy Olafa V 1957-1982                                                 | Olav Vs Jubileumsmedalje 1957–1982                                       |                                                 |
|                                                         | Medal 100-lecia Olafa V                                                              | Olav Vs 100 års Medalje                                                  |                                                 |
|                                                         | Srebrny Medal Pamiątkowy JKM                                                         | H.M. Kongens Erindringsmedalje i Sølv                                    |                                                 |
|                                                         | Medal Sił Zbrojnych z 3. gwiazdkami                                                  | Forsvarsmedaljen med 3 stjerner                                          |                                                 |
|                                                         | Medal Sił Zbrojnych z 2. gwiazdkami                                                  | Forsvarsmedaljen med 2 stjerner                                          |                                                 |
|                                                         | Medal Sił Zbrojnych z 1. gwiazdką                                                    | Forsvarsmedaljen med 1 stjerne                                           |                                                 |
|                                                         | Medal Sił Zbrojnych                                                                  | Forsvarsmedaljen                                                         |                                                 |
|                                                         | Medal Policji                                                                        | Politimedaljen                                                           |                                                 |
|                                                         | Medal Obrony Cywilnej                                                                | Sivilforsvarsmedaljen                                                    |                                                 |
|                                                         | Medal Sił Zbrojnych dla Rannych w Akcji z gwiazdką                                   | Forsvarets medalje for sårede i strid med stjerne                        |                                                 |
|                                                         | Medal Sił Zbrojnych dla Rannych w Akcji                                              | Forsvarets medalje for sårede i strid                                    |                                                 |
|                                                         | Medal Sił Zbrojnych dla Poległych w Akcji                                            | Forsvarets medalje for falne i strid                                     |                                                 |
|                                                         | Medal Sił Zbrojnych za Operacje Międzynarodowe ze złotą gałązką laurową              | Forsvarets medalje for internasjonale operasjoner med laurbærgren i gull |                                                 |
|                                                         | Medal Sił Zbrojnych za Operacje Międzynarodowe ze srebrną gałązką laurową            | Forsvarets medalje for internasjonale operasjoner med laurbærgren i sølv |                                                 |
|                                                         | Medal Sił Zbrojnych za Operacje Międzynarodowe z 3. gwiazdkami                       | Forsvarets medalje for internasjonale operasjoner med 3 stjerner         |                                                 |
|                                                         | Medal Sił Zbrojnych za Operacje Międzynarodowe z 2. gwiazdkami                       | Forsvarets medalje for internasjonale operasjoner med 2 stjerner         |                                                 |
|                                                         | Medal Sił Zbrojnych za Operacje Międzynarodowe z 1. gwiazdką                         | Forsvarets medalje for internasjonale operasjoner med 1 stjerne          |                                                 |
|                                                         | Medal Sił Zbrojnych za Operacje Międzynarodowe                                       | Forsvarets medalje for internasjonale operasjoner                        |                                                 |
|                                                         | Medal Policji za Służbę Międzynarodową                                               | Politiets medalje for internasjonal tjeneste                             |                                                 |
|                                                         | Meda Obrony Cywilnej za Służbę Międzynarodową                                        | Sivilforsvarets medalje for internasjonal tjeneste                       |                                                 |
|                                                         | Medal Sił Zbrojnych za Służbę Zagraniczną z rozetką                                  | Forsvarets innsatsmedalje med rosett                                     |                                                 |
|                                                         | Medal Sił Zbrojnych za Służbę Zagraniczną                                            | Forsvarets innsatsmedalje                                                |                                                 |
|                                                         | Medal Sił Zbrojnych za Służbę Zagraniczną w Afganistanie                             | Forsvarets innsatsmedalje – Afghanistan                                  |                                                 |
|                                                         | Medal Sił Zbrojnych za Służbę Zagraniczną na Bałkanach                               | Forsvarets innsatsmedalje – Balkan                                       |                                                 |
|                                                         | Medal Sił Zbrojnych za Służbę Zagraniczną w Arabii Saudyjskiej                       | Forsvarets innsatsmedalje – Saudi Arabia                                 |                                                 |
| Forsvarets operasjonsmedalje – Bosnia-Hercegovina       | Medal Sił Zbrojnych za Operację Zagraniczną – Bośnia-Hercegowina                     | Forsvarets operasjonsmedalje – Bosnia-Hercegovina                        |                                                 |
| Forsvarets operasjonsmedalje – Kosovo-Serbia-Montenegro | Medal Sił Zbrojnych za Operację Zagraniczną – Kosowo-Serbia-Czarnogóra               | Forsvarets operasjonsmedalje – Kosovo-Serbia-Montenegro                  |                                                 |
| Forsvarets operasjonsmedalje – Afghanistan              | Medal Sił Zbrojnych za Operację Zagraniczną – Afganistan Ⅰ                           | Forsvarets operasjonsmedalje – Afghanistan Ⅰ                             |                                                 |
| Forsvarets operasjonsmedalje – Afghanistan              | Medal Sił Zbrojnych za Operację Zagraniczną – Afganistan Ⅱ                           | Forsvarets operasjonsmedalje – Afghanistan Ⅱ                             |                                                 |
| Forsvarets operasjonsmedalje – Afghanistan              | Medal Sił Zbrojnych za Operację Zagraniczną – Afganistan Ⅲ                           | Forsvarets operasjonsmedalje – Afghanistan Ⅲ                             |                                                 |
| Forsvarets operasjonsmedalje – Afghanistan              | Medal Sił Zbrojnych za Operację Zagraniczną – Afganistan Ⅳ                           | Forsvarets operasjonsmedalje – Afghanistan Ⅳ                             |                                                 |
| Forsvarets operasjonsmedalje – Afghanistan              | Medal Sił Zbrojnych za Operację Zagraniczną – Afganistan Ⅴ                           | Forsvarets operasjonsmedalje – Afghanistan Ⅴ                             |                                                 |
| Forsvarets operasjonsmedalje – Afghanistan              | Medal Sił Zbrojnych za Operację Zagraniczną – Afganistan Ⅵ                           | Forsvarets operasjonsmedalje – Afghanistan Ⅵ                             |                                                 |
| Forsvarets operasjonsmedalje – Active Endeavour         | Medal Sił Zbrojnych za Operację Zagraniczną – Active Endeavour                       | Forsvarets operasjonsmedalje – Active Endeavour                          |                                                 |
| Forsvarets operasjonsmedalje – Irak                     | Medal Sił Zbrojnych za Operację Zagraniczną – Irak                                   | Forsvarets operasjonsmedalje – Irak                                      |                                                 |
| Forsvarets operasjonsmedalje – Baltic Accession         | Medal Sił Zbrojnych za Operację Zagraniczną – Baltic Accession                       | Forsvarets operasjonsmedalje – Baltic Accession                          |                                                 |
| Forsvarets operasjonsmedalje – Sudan                    | Medal Sił Zbrojnych za Operację Zagraniczną – Sudan                                  | Forsvarets operasjonsmedalje – Sudan                                     |                                                 |
| Forsvarets operasjonsmedalje – Libanon                  | Medal Sił Zbrojnych za Operację Zagraniczną – Liban                                  | Forsvarets operasjonsmedalje – Libanon                                   |                                                 |
| Forsvarets operasjonsmedalje – Tsjad                    | Medal Sił Zbrojnych za Operację Zagraniczną – Czad                                   | Forsvarets operasjonsmedalje – Tsjad                                     |                                                 |
| Forsvarets operasjonsmedalje – Somalia                  | Medal Sił Zbrojnych za Operację Zagraniczną – Somalia                                | Forsvarets operasjonsmedalje – Somalia                                   |                                                 |
| Forsvarets operasjonsmedalje – Libya                    | Medal Sił Zbrojnych za Operację Zagraniczną – Libia                                  | Forsvarets operasjonsmedalje – Libya                                     |                                                 |
| Forsvarets operasjonsmedalje – Syria                    | Medal Sił Zbrojnych za Operację Zagraniczną – Syria                                  | Forsvarets operasjonsmedalje – Syria                                     |                                                 |
| Forsvarets operasjonsmedalje – Mali                     | Medal Sił Zbrojnych za Operację Zagraniczną – Mali                                   | Forsvarets operasjonsmedalje – Mali                                      |                                                 |
| Forsvarets operasjonsmedalje – Middelhavet              | Medal Sił Zbrojnych za Operację Zagraniczną – Morze Śródziemne                       | Forsvarets operasjonsmedalje – Middelhavet                               |                                                 |
|                                                         | Medal Sił Zbrojnych za Służbę Krajową z 3. złotymi gwiazdkami – Siły Lądowe          | Forsvarets Vernedyktighetsmedalje med 3 gultstjerner – Hæren             |                                                 |
|                                                         | Medal Sił Zbrojnych za Służbę Krajową z 2. złotymi gwiazdkami – Siły Lądowe          | Forsvarets Vernedyktighetsmedalje med 2 gultstjerner – Hæren             |                                                 |
|                                                         | Medal Sił Zbrojnych za Służbę Krajową ze złotą gwiazdką – Siły Lądowe                | Forsvarets Vernedyktighetsmedalje med 1 gultstjerne – Sjøforsvaret       |                                                 |
|                                                         | Medal Sił Zbrojnych za Służbę Krajową z 3. srebrnymi gwiazdkami – Siły Lądowe        | Forsvarets Vernedyktighetsmedalje med 3 sølvstjerner – Hæren             |                                                 |
|                                                         | Medal Sił Zbrojnych za Służbę Krajową z 2. srebrnymi gwiazdkami – Siły Lądowe        | Forsvarets Vernedyktighetsmedalje med 2 sølvstjerner – Hæren             |                                                 |
|                                                         | Medal Sił Zbrojnych za Służbę Krajową z 1 srebrną gwiazdką – Siły Lądowe             | Forsvarets Vernedyktighetsmedalje med 1 sølvstjerne – Hæren              |                                                 |
|                                                         | Medal Sił Zbrojnych za Służbę Krajową – Siły Lądowe                                  | Forsvarets Vernedyktighetsmedalje – Hæren                                |                                                 |
|                                                         | Medal Sił Zbrojnych za Służbę Krajową z 3. złotymi gwiazdkami – Siły Morskie         | Forsvarets Vernedyktighetsmedalje med 3 gultstjerner – Sjøforsvaret      |                                                 |
|                                                         | Medal Sił Zbrojnych za Służbę Krajową z 2. złotymi gwiazdkami – Siły Morskie         | Forsvarets Vernedyktighetsmedalje med 2 gultstjerner – Sjøforsvaret      |                                                 |
|                                                         | Medal Sił Zbrojnych za Służbę Krajową ze złotą gwiazdką – Siły Morskie               | Forsvarets Vernedyktighetsmedalje med 1 gultstjerne – Sjøforsvaret       |                                                 |
|                                                         | Medal Sił Zbrojnych za Służbę Krajową z 3. srebrnymi gwiazdkami – Siły Morskie       | Forsvarets Vernedyktighetsmedalje med 3 sølvstjerner – Sjøforsvaret      |                                                 |
|                                                         | Medal Sił Zbrojnych za Służbę Krajową z 2. srebrnymi gwiazdkami – Siły Morskie       | Forsvarets Vernedyktighetsmedalje med 2 sølvstjerner – Sjøforsvaret      |                                                 |
|                                                         | Medal Sił Zbrojnych za Służbę Krajową z 1 srebrną gwiazdką – Siły Morskie            | Forsvarets Vernedyktighetsmedalje med 1 sølvstjerne – Sjøforsvaret       |                                                 |
|                                                         | Medal Sił Zbrojnych za Służbę Krajową – Siły Morskie                                 | Forsvarets Vernedyktighetsmedalje – Sjøforsvaret                         |                                                 |
|                                                         | Medal Sił Zbrojnych za Służbę Krajową z 3. złotymi gwiazdkami – Siły Powietrzne      | Forsvarets Vernedyktighetsmedalje med 3 gultstjerner – Luftforsvaret     |                                                 |
|                                                         | Medal Sił Zbrojnych za Służbę Krajową z 2. złotymi gwiazdkami – Siły Powietrzne      | Forsvarets Vernedyktighetsmedalje med 2 gultstjerner – Luftforsvaret     |                                                 |
|                                                         | Medal Sił Zbrojnych za Służbę Krajową ze złotą gwiazdką – Siły Powietrzne            | Forsvarets Vernedyktighetsmedalje med 1 gultstjerne – Luftforsvaret      |                                                 |
|                                                         | Medal Sił Zbrojnych za Służbę Krajową z 3. srebrnymi gwiazdkami – Siły Powietrzne    | Forsvarets Vernedyktighetsmedalje med 3 sølvstjerner – Luftforsvaret     |                                                 |
|                                                         | Medal Sił Zbrojnych za Służbę Krajową z 2. srebrnymi gwiazdkami – Siły Powietrzne    | Forsvarets Vernedyktighetsmedalje med 2 sølvstjerner – Luftforsvaret     |                                                 |
|                                                         | Medal Sił Zbrojnych za Służbę Krajową z 1 srebrną gwiazdką – Siły Powietrzne         | Forsvarets Vernedyktighetsmedalje med 1 sølvstjerne – Luftforsvaret      |                                                 |
|                                                         | Medal Sił Zbrojnych za Służbę Krajową – Siły Powietrzne                              | Forsvarets Vernedyktighetsmedalje – Luftforsvaret                        |                                                 |
|                                                         | Medal Sił Zbrojnych za Służbę Krajową z 3. złotymi gwiazdkami – Gwardia Ochotnicza   | Forsvarets Vernedyktighetsmedalje med 3 gultstjerner – Heimevernet       |                                                 |
|                                                         | Medal Sił Zbrojnych za Służbę Krajową z 2. złotymi gwiazdkami – Gwardia Ochotnicza   | Forsvarets Vernedyktighetsmedalje med 2 gultstjerner – Heimevernet       |                                                 |
|                                                         | Medal Sił Zbrojnych za Służbę Krajową ze złotą gwiazdką – Gwardia Ochotnicza         | Forsvarets Vernedyktighetsmedalje med 1 gultstjerne – Heimevernet        |                                                 |
|                                                         | Medal Sił Zbrojnych za Służbę Krajową z 3. srebrnymi gwiazdkami – Gwardia Ochotnicza | Forsvarets Vernedyktighetsmedalje med 3 sølvstjerner – Heimevernet       |                                                 |
|                                                         | Medal Sił Zbrojnych za Służbę Krajową z 2. srebrnymi gwiazdkami – Gwardia Ochotnicza | Forsvarets Vernedyktighetsmedalje med 2 sølvstjerner – Heimevernet       |                                                 |
|                                                         | Medal Sił Zbrojnych za Służbę Krajową z 1 srebrną gwiazdką – Gwardia Ochotnicza      | Forsvarets Vernedyktighetsmedalje med 1 sølvstjerne – Heimevernet        |                                                 |
|                                                         | Medal Sił Zbrojnych za Służbę Krajową – Gwardia Ochotnicza                           | Forsvarets Vernedyktighetsmedalje – Heimevernet                          |                                                 |